# Mozarts Plads Station
Mozarts Plads Station er en underjordisk metrostation på Sydhavnslinjen, beliggende på Mozarts Plads i Københavns Sydhavn. Nabostationer er Sluseholmen og København Syd. Stationen blev åbnet 22. juni 2024. Stationen er udsmykket med billedkunstværket "Ud af Barndommen" på væggene, skabt af den danske kunstner Christian Schmidt-Rasmussen fra lokalområdet.  Kunstværket består af 800 lakerede vægpaneler.